# 俄勒岡造船公司

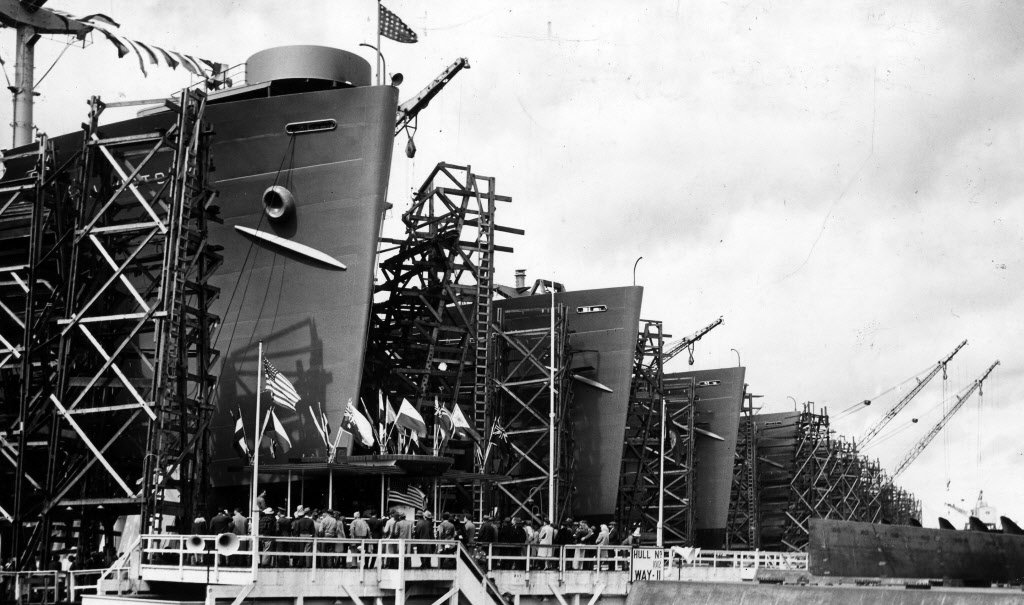
攝於1944年

俄勒岡造船公司（英語：Oregon Shipbuilding Corporation）是一家第二次世界大戰時建立的造船廠，位於美國俄勒岡州波特蘭威拉米特河沿岸。1941年至1945年間，該造船廠根據緊急造船計劃建造了近600艘自由輪和勝利輪。俄勒岡造船公司於戰爭結束後關閉。
俄勒岡造船公司是太平洋西北地區三個凱薩造船廠之一，位於北波特蘭的聖約翰斯附近。另外兩個是天鵝島造船廠，位於天鵝島上游區域幾英里處。以及溫哥華造船廠，位於華盛頓州溫哥華，與波特蘭隔哥倫比亞河相望。
俄勒岡造船公司建造的船舶包括俄勒岡之星號，於1941年9月27日自由艦隊日下水。

## 外部連結
- 维基共享资源上的相關多媒體資源：俄勒岡造船公司

45°36′29″N 122°46′48″W / 45.607969°N 122.780127°W